# Динсин
Динси́н (кит. упр. 定兴, пиньинь Dìngxīng) — уезд городского округа Баодин провинции Хэбэй (КНР).

## История
При империи Цинь эти земли входили в состав уезда Фаньян (范阳县). Уезд Динсин был образован при чжурчжэньской империи Цзинь в 1166 году — на 6-м году правления под девизом «Дадин» (大定); иероглиф «Дин» в названии уезда был взят из девиза правления, а иероглиф «син» означает процветание.
В августе 1949 года был образован Баодинский специальный район (保定专区), и уезд вошёл в его состав. В 1958 году уезд Динсин был разделён между уездами Исянь и Сюйшуй, но в 1961 году воссоздан.
В 1968 году Баодинский специальный район был переименован в Округ Баодин (保定地区). Постановлением Госсовета КНР от 23 декабря 1994 года округ Баодин и город Баодин были расформированы, а на их территории был образован Городской округ Баодин.

## Административное деление
Уезд Динсин делится на 6 посёлков и 10 волостей.